# Hartmut Haenchen
Hartmut Haenchen (Dresden, 21 maart 1943) is een Duitse dirigent, die in 1995 ook de Nederlandse nationaliteit verwierf.

## Biografie

### DDR
Haenchen groeide op in de DDR. Hij begon zijn muzikale carrière als lid van het Dresdner Kreuzchor. Toen hij 15 jaar was dirigeerde hij als cantor al uitvoeringen. Op zijn 17e trok hij de aandacht met zijn uitvoering van Johann Adolph Hasses Requiem. Haenchen studeerde vervolgens directie en zangkunst aan de Hochschule für Musik Carl Maria von Weber Dresden.
Zijn eerste functie was dirigent van de Robert-Franz-Singakademie in Halle en het Halle Philharmonisch Orkest in 1966. Hij won de eerste prijs bij de Carl Maria von Weber wedstrijd in Dresden in 1971. In 1972-1973 werd Haenchen Kapellmeister van het Zwickau Theater. In die periode maakte hij zijn debuut bij de Deutsche Staatsoper in Berlijn, waar hij Moessorgski's Boris Godoenov dirigeerde. Hij leidde er tot 1986 regelmatig opvoeringen.
Van 1973 tot 1976 was Haenchen dirigent bij de Dresdner Philharmoniker en was hij regelmatig te gast bij de Dresdner Staatsopera. Tussen 1976 en 1979 was hij chef-dirigent van de Mecklenburgische Staatskapelle en het Staatstheater in Schwerin. Ook in Berlijn trad hij vaak op bij de Komische Oper. Van 1980 tot 2014 was hij artistiek directeur van het Carl Philipp Emanuel Bach Kamerorkest in Berlijn.

### Nederland
In 1986 werd Haenchen muzikaal directeur van De Nederlandse Opera in Amsterdam en chef-dirigent van het Nederlands Philharmonisch Orkest en het Nederlands Kamerorkest. Haenchen vertoonde een grote betrokkenheid bij het Duitse repertoire: Richard Strauss, Mozart,  Wagner, Gluck, Händel, Johann Strauss jr., Berg, Reimann en Zimmermann. Hij leidde ook opera’s van Verdi, Puccini, Bartók, Tsjaikovski, Sjostakovitsj, Szymanowski, Berlioz en Saint-Saëns.
In 1996 werd hij benoemd tot Ridder in de Orde van de Nederlandse Leeuw. Na de opvoeringen van Der Ring des Nibelungen van Wagner in 1999 legde Haenchen zijn functie neer, maar hij kwam met regelmaat als gastdirigent terug in Amsterdam. Zo heeft hij tot in 2014 alle reprises van de Ring-cyclus geleid.
Onder zijn leiding begeleidde het Nederlands Philharmonisch Orkest de meeste producties van De Nederlandse Opera. Het gaf ook symfonische concerten in het Concertgebouw, maakte opnames en ging op tournee in het buitenland. In september 2002 nam Haenchen ontslag uit protest tegen budgettaire maatregelen. In datzelfde jaar maakte de stad Amsterdam hem ereburger.

### Gastdirigent
Haenchen heeft als gastdirigent opgetreden in nagenoeg elk land in Europa en maakte tournees door Japan, de Verenigde Staten en Canada. Hij heeft opera’s gedirigeerd in Bologna, Genève, Jeruzalem, Londen, München, New York, Stuttgart, Warschau, Wenen, Milaan, Parijs, Madrid, Kopenhagen, Los Angeles, Brussel, Lyon, Berlijn, Leipzig en Dresden. Twee nieuwe producties van het Royal Opera House in Londen onder zijn leiding werden uitverkoren voor de Laurence Olivier Award. Sinds 2012 keert hij daar als gastdirigent terug. Vanaf 2011 is hij als gastdirigent aan het Teatro Real in Madrid verbonden. Met ingang van 2022 is hij ook vaste gastdirigent van het Noord Nederlands Orkest. Op 20 maart 2023, de vooravond van zijn 80e verjaardag, dirigeerde hij in het Koninklijk Concertgebouw voor de 800e keer het Nederlands Philharmonisch Orkest en werd hij benoemd tot eredirigent.

### Eerbewijzen
Naast de hierboven genoemde eerbewijzen kreeg Haenchen in 2013 een eredoctoraat van de Hochschule für Musik Carl Maria von Weber in Dresden. Het tijdschrift Opernwelt riep hem uit tot dirigent van het jaar 2017. In 2018 ontving hij de Richard Wagner-prijs van de Richard Wagner Foundation Leipzig.

## Publicaties

### Discografie
Meer dan 130 platen en/of CDs en DVDs bij Berlin Classics, BMG, Capriccio, Philips, EMI, Sony Classical, Vanguard, Opus Arte, Euroart, ica en andere.
Daaronder twee complete opnames van Der Ring des Nibelungen, de opname van Der fliegende Holländer en de symfonieën nummer 1, 3, 4, 5, 6, 7, 8, 9 en Mahler. Op Berlin Classics verschenen van Johann David Heinichen La Gara degli Dei (wereldpremière), van Mozart de laatste drie symfonieën en van C.P.E. Bach Die letzten Leiden des Erlösers, het concert voor de 25e verjaardag van het Kammerorchester C.Ph.E. Bach in september 1994 als een historische opname bij EuroArts. 
Chronologische selectie
- Paul-Heinz Dittrich: Cantus 1, Siegfried Matthus: Responso, 1979, NOVA 8 85 194
- Reiner Bredemeyer: Oboenkonzert, 1991, BERLIN Classics 0013032BC
- Hornkonzerte der Vorklassik mit Peter Damm, 1981, BERLIN Classics 0032102BC
- Felix Mendelssohn-Bartholdy: Sinfonie Nr. 3 „Schottische“, Hebriden-Ouverture, 1981, BERLIN Classics 0093562BC
- Friedrich II.: Sinfonien und Flötenkonzerte mit Manfred Friedrich, 1982, CAPRICCIO 10064, ausgezeichnet als Schallplatte des Monats
- Oboenkonzerte von Wolfgang Amadeus Mozart, Giuseppe Ferlendis und Franz Anton Rößler mit Burkhard Glätzner, 1984, CAPRICCIO 10 087
- C.Ph.E. Bach: Berliner Sinfonien, 1985, CAPRICCIO 10103, ausgezeichnet mit dem Deutschen Schallplattenpreis
- C.Ph.E. Bach: Flötenkonzerte mit Eckart Haupt, 1985, CAPRICCIO 10104 und CAPRICCIO 10105, ausgezeichnet mit dem Deutschen Schallplattenpreis
- C.Ph.E. Bach: Orgelkonzerte mit Roland Münch, 1985, CAPRICCIO 10135, ausgezeichnet mit dem Deutschen Schallplattenpreis
- C.Ph.E. Bach: Streichersinfonien Wq 182, 1985 CAPRICCIO 51 033, ausgezeichnet mit dem Deutschen Schallplattenpreis
- C.Ph.E. Bach: Vier Orchestersinfonien, 1986, CAPRICCIO 10175 ausgezeichnet mit dem Deutschen Schallplattenpreis, Auszeichnung im Magazin „Scala“ als eine der Top.50-Aufnahmen des 20. Jahrhunderts
- Wolfgang Amadeus Mozart: Flötenkonzerte und Konzert für Flöte mit Werner Tast, 1987, ETERNA 7 28 022CD
- Wolfgang Amadeus Mozart: Sinfonie Nr. 35 (Hafner), Sinfonie Nr. 40 g-Moll (1. Fassung), 1987, VANGUARD 99012
- Franz Schubert: Sinfonien Nr. 4 und „Unvollendete“, 1987, VANGUARD Classics 99015
- Wolfgang Amadeus Mozart: Marsch Nr. 1–2 KV 335, Serenade Nr. 9 D-Dur KV 320 (Posthorn), Divertimento Nr. 3 F-Dur KV 138, 1987, ARCADE 01271061
- Georg Friedrich Händel: Arien mit Jochen Kowalski, 1987, ETERNA 3 29 099, Preis der Deutschen Schallplattenkritik
- Franz Schubert: Sinfonien Nr. 4 und „Unvollendete“, 1987, VANGUARD Classics 99015
- Wolfgang Amadeus Mozart: Sinfonie Nr. 36 (Linzer), Sinfonie Nr. 41 (Jupiter), 1987, VANGUARD Classics 99014
- Joseph Haydn: Sinfonien Nr. 26, 44, 49, 1988, BERLIN Classics 1013-2, CD des Jahres 1993 AVRO’s Platenzaak
- Christoph Willibald Gluck: Orfeo ed Euridice, 1988, CAPRICCIO 60008-2, Preis der Deutschen Schallplattenkritik, Gramophon Award Nomination
- C.Ph.E. Bach: Magnificat und zwei Berliner Sinfonien mit Věnceslava Hrubá-Freiberger, Barbara Bornemann, Peter Schreier, Olaf Bär, 1988, BERLIN Classics 0110 011
- Anton Bruckner: Sinfonie Nr. 3 d-Moll, 1989, LASERLIGHT 14002
- Gustav Mahler: Sinfonie Nr. 6 und 7, 1989, CAPRICCIO 10 643
- Joseph Haydn: Sinfonien 43,45,59, 1989, BERLIN Classics 0110 014
- Joseph Haydn: Sinfonien 31,73,82, 1989, BERLIN Classics BC 1028-2
- Siegfried Matthus: Die Weise von Liebe und Tod des Cornet Christoph Rilke, 1990, BMG 74321 73543 2
- Anton Bruckner: Sinfonie Nr. 9, 1990, LASERLIGHT 14138
- Wolfgang Amadeus Mozart: Sinfonia concertante KV 297b und Konzert für Flöte und Harfe mit Werner Tast und Katharina Hanstedt, 1990, BERLIN Classics 0120 004
- Wolfgang Amadeus Mozart: Concertone und Sinfonia concertante KV 364 mit Thorsten Rosenbusch, Christian Trompler und Erich Krüger, 1990, BERLIN Classics 0120 003
- Joseph Haydn: Sinfonien 48,53,85, 1990, BERLIN Classics  0110 024
- Ludwig van Beethoven: Sinfonie Nr. 8 F-Dur Op. 93, Antonín Dvorák: Sinfonie Nr. 8 G-Dur Op. 88, 1991, VANGUARD Classics 99016
- Anton Bruckner: Sinfonie Nr. 7 E-Dur, 1991, LASERLIGHT COCO 78031
- Carl Maria von Weber: Sinfonie Nr. 1 C-Dur; Felix Mendelssohn-Bartholdy: Sinfonia Nr. 10 h-moll; Hugo Wolf: Italienische Serenade; Richard Wagner: Siegfried-Idyll, 1991, SONY Classical SK 53109
- Konzert am Preußischen Hof mit Thorsten Rosenbusch, Erich Krüger, Christian Trompler, Karl-Heinz Schröter, Christine Schornsheim, Klaus Kirbach, 1991, BERLIN Classics 1040-2
- Joseph Haydn: Sinfonien 94,103,60, 1991, BERLIN Classics 1027-2
- Gustav Mahler: Sinfonie Nr. 4, 1991, BRILLIANT Classics 99549-5
- Peter Tschaikowski: Sinfonie Nr. 5, 1991, VANGUARD Classics 99017
- C.Ph.E. Bach: Sinfonie D-Dur; Wolfgang Amadeus Mozart: „Eine kleine Nachtmusik“; Johann Sebastian Bach: 3. Brandenburgisches Konzert; Benjamin Britten: Simple Symphony; Georg Friedrich Händel: Wassermusik Suite Nr. 2, 1991, SONY Classical SK 4806
- Giovanni Pergolesi: „Stabat mater“ mt Dennis Naseband und Jochen Kowalski, 1992, BERLIN Classics BC 1047-2
- Gustav Mahler – Streichquartettbearbeitungen: Ludwig van Beethoven: Streichquartett f-moll Op. 95, Franz Schubert: Streichquartett d-moll D 810 „Der Tod und das Mädchen“, 1992, BERLIN Classics 0010642
- Italienische und deutsche Weihnachtsmusik, 1992, SONY Classical S2K 53266
- Wassermusik: Georg Friedrich Händel und Georg Philipp Telemann, 1992, BERLIN Classics 1051-2
- Wolfgang Amadeus Mozart: Konzertarien mit Christiane Oelze, 1993, BERLIN Classics 0013252BC, Preis der Deutschen Schallplattenkritik
- Joseph Haydn: Sinfonien 22,55,64, 1993, BERLIN Classics  0011092BC
- Wilhelm Friedemann Bach: Das Orchesterwerk, 1993, BERLIN Classics B001FY2KVW
- Richard Strauss: "Also sprach Zarathustra", "Metamorphosen", 1993, LASERLICHT 14281
- Franz Schubert: Sinfonie Nr. 8 h-moll D 759 (Die Unvollendete), Sinfonie Nr. 9 C-Dur D 944 (Große), 1993, NedPhO 101
- Pietro Locatelli: Concerti grossi Op. 7, 1994, BERLIN Classics 0011332BC
- Johann Sebastian Bach: Kantaten 35, 169, 49 mit Jochen Kowalski und Raphael Alpermann, 1994, BERLIN Classics 0011322BC
- C.Ph. E. Bach: „Die letzten Leiden des Erlösers“ mit Christine Schäfer, Ellen Schuring, Thomas Dewald, Roman Trekel und den Hallenser Madrigalisten, 1994, DVD: EuroArts 2060808
- Johann Christian Bach: Sinfonie g-Moll Op. 6 Nr. 6; Wolfgang Amadeus Mozart: Sinfonie Nr. 40 g-Moll KV 550 (1. Fassung); Franz Schubert: Sinfonie Nr. 5 B-Dur, 1995, SONY Classical SMK 93831
- Franz Liszt: "Eine Sinfonie zu Dantes "Divina Commedia", "A la Chapelle Sixtine" (Weltpremiere), 1995, CAPRICCIO 10 736
- Cellokonzerte des 18. Jahrhunderts von C.Ph.E. Bach (A-Dur), Nicola Porpora (G-Dur), Joseph Haydn (Nr. 2 D-Dur) mit Jens Peter Maintz, 1996, PHILIPS 456015-2
- Gustav Mahler: Sinfonie Nr. 3 und 9, 1998, NedPhO 1016-1017
- Richard Strauss: "Don Juan", "Tod und Verklärung" "Frau ohne Schatten"-Suite, 1998, NedPhO 1020
- Richard Strauss: "Eine Alpensinfonie", "Burleske" (Markus Groh), 1999, NedPhO 1021
- Richard Wagner: "Der Ring des Nibelungen", 1999, DVD, OpusArte OA1094BD
- Gustav Mahler: Sinfonie Nr. 5, 2001, Pentagon SACD PTC 5 186 004
- Gustav Mahler: Sinfonie Nr. 1 und 8 "Sinfonie der Tausend", 2002, ica ICAC 5094
- Johann David Heinichen: „La Gara degli Dei“ mit Alexandra Coku, Carola Höhn, Simone Nold, Katharina Kammerloher, Carola Höhn, Annette Markert, Ralph Eschrig, Olaf Bär, 2003, Berlin Classics 0300544BC
- Klassische Violinkonzerte. Werke von W.A. Mozart (Rondo C-Dur KV 373, Konzert G-Dur KV 216), M. Haydn (Konzert B-Dur), F. Schubert (Rondo A-Dur D 438) mit Baiba Skride, 2004, SONY Classical 92939
- Wolfgang Amadeus Mozart: Divertimento Es-Dur KV 113, Klavierkonzert d-Moll mit Stefan Vladar, Sinfonie Nr. 41 C-Dur (Jupiter), 2005, DVD EuroArts 2055088
- Wolfgang Amadeus Mozart Discovering Masterpieces: Jupiter-Sinfonie mit Einführung von Hartmut Haenchen, 2006, DVD EuroArts 2056018
- Richard Wagner: "Der Ring des Nibelungen", 2006, SACD ET'CETERA KTC5504
- Richard Wagner: "Der fliegende Holländer", 2010, DVD, Opus Arte 4947487
- C.Ph.E. Bach: „Die letzten Leiden des Erlösers“ mit Christina Landshamer, Christiane Oelze, Anke Vondung, Maximilian Schmitt, Roman Trekel und RIAS-Kammerchor, 2014, BERLIN Classics 0300575BC
- Wolfgang Amadeus Mozart: Sinfonien 39, 40, 41, 2014, BERLIN Classics 0300587BC
- Richard Wagner: Parsifal, 2016, DVD, Deutsche Grammophone 004400735350
- Anton Bruckner: Sinfonie Nr. 8, 2017, Genuin 18622

### Boeken
- Bas van Putten: Twijfel als wapen. Hartmut Haenchen over muziek. Thoth, Bussum, 1996, 126 pag. ISBN 90-6868-157-5
- Von der Unvereinbarkeit von Macht und Liebe / Over de onverenigbaarheid van macht en liefde. Schriften mit 4 CDs, Hrsg. DNO, ISBN 90-5082-111-1, zweisprachig: Hartmut Haenchen über Wagners Ring des Nibelungen
- Gustav Mahlers fiktive Briefe. in 14 Bänden einzeln oder im Sammelschuber. Pfau-Verlag, ISBN 978-3-89727-290-3 (Duits-Nederlands).
- verzamelde teksten onder de titel Werktreue und Interpretation  Pfau-Verlag, Saarbrücken gepubliceerd (Bd. 1: ISBN 978-3-89727-499-0, Bd. 2: ISBN 978-3-89727-500-3, Slipcase met twee volumes: ISBN 978-3-89727-501-0.), geavanceerde 2nd Edition 2016

### Film
De hemel boven Dresden Documentaire van Paul Cohen en Martijn van Haalen. Trailer en film (Duits/Nederlandse versie). Duitse versie: bij EuroArts verkrijgbaar. Op het Film-Festival in Montreux ontving de film de Palme d'Or in 2015.

### Tentoonstelling
- Grenzüberschreitungen – Vom Dresdner Kreuzchor zur Mailänder Scala, Bericht über die Eröffnung der Ausstellung in der Sächsischen Landes- und Universitätsbibliothek (gearchiveerd)

## Optredens

### Opera
- 2006 Richard Strauss: Salome, Parijs, Opéra national de Paris, Opéra Bastille
- 2006 Richard Strauss: Capriccio, Amsterdam, De Nederlandse Opera
- 2007 Wolfgang Amadeus Mozart: Don Giovanni, Los Angeles, LAOpera
- 2007 Giacomo Puccini: La Boheme, Los Angeles, LAOpera,
- 2007 Richard Strauss: Capriccio, Parijs, Opéra national de Paris, Opéra Garnier
- 2007 Richard Wagner: Tannhäuser, Amsterdam, De Nederlandse Opera
- 2008 Richard Wagner: Parsifal, Parijs, Opéra national de Paris, Bastille
- 2009 Dmitri Schostakowitsch: Lady Macbeth von Mzensk, Parijs, Opéra national de Paris, Bastille
- 2009 Alban Berg: Wozzeck, Parijs, Opéra national de Paris, Bastille
- 2009 Alban Berg: Wozzeck, Tokyo, New National Theatre
- 2010 Richard Wagner: Der fliegende Holländer, Amsterdam, De Nederlandse Opera
- 2010 Richard Strauss: Elektra, Toulouse, Theatre du Capitole
- 2010 Richard Strauss: Salome, Londen, Royal Opera House Covent Garden
- 2010 Bernd Alois Zimmermann: Die Soldaten, Amsterdam, De Nederlandse Opera
- 2011 Richard Wagner: Parsifal, Brussel, Théâtre la Monnaie
- 2011 Georg Friedrich Händel/Wolfgang Amadeus Mozart: Der Messias, Parijs, Théâtre du Châtelet
- 2011 Karol Szymanowski: Krol Roger, Brussel, Théâtre la Monnaie
- 2011 Dmitri Schostakowitsch: Lady Macbeth von Mzensk, Madrid, Teatro Real
- 2012 Richard Wagner: Parsifal, Kopenhagen, Neues Opernhaus
- 2012 Richard Wagner: Tannhäuser, Toulouse, Theatre du Capitole
- 2012 Modest Mussorgski: Boris Godunow, Madrid, Teatro Real
- 2012 Richard Wagner: Rheingold, Amsterdam, De Nederlandse Opera
- 2013 Richard Wagner: Die Walküre, Amsterdam, De Nederlandse Opera
- 2013 Richard Wagner: Der fliegende Holländer, Milano, La Scala
- 2013 Richard Wagner: Siegfried, Amsterdam, De Nederlandse Opera
- 2013 Richard Wagner: Götterdämmerung, Amsterdam, De Nederlandse Opera
- 2014 Richard Wagner: Der Ring des Nibelungen, Amsterdam, De Nederlandse Opera
- 2014 Richard Wagner: Lohengrin, Madrid, Teatro Real
- 2014 Richard Strauss: Daphne, Toulouse, Theatre du Capitole
- 2015 Christoph Willibald Gluck: Iphigénie en Tauride, Grand Théâtre de Genève
- 2015 Ludwig van Beethoven: Fidelio, Madrid, Teatro Real
- 2016 Richard Wagner: Tannhäuser, Londen, Royal Opera House Covent Garden
- 2016 Richard Wagner: Parsifal, Bayreuth, Festspielhaus
- 2017 Richard Wagner: Tristan und Isolde, Lyon, Opéra de Lyon
- 2017 Richard Strauss: Elektra, Lyon, Opéra de Lyon
- 2017 Wolfgang Amadeus Mozart: Cosi fan tutte, Genève, Grand Théâtre de Genève
- 2017 Richard Wagner: Parsifal, Bayreuth, Festspielhaus
- 2019 Wolfgang Amadeus Mozart: Don Giovanni, Londen, Royal Opera House Covent Garden
- 2019 Alban Berg: Wozzeck, München, Bayerische Staatsoper
- 2020 Alban Berg; Wozzeck, Zürich, Oper Zürich
- 2020 Richard Wagner: Parsifal, Wien, Wiener Staatsoper
- 2020 Richard Wagner: Tristan und Isolde, New York, Metropolitan Opera
- 2021 Wolfgang Amadeus Mozart: Die Zauberflöte, London, Royal Opera House Covent Garden

### Concerten
- 2006 in Genua, Montreal, Suhl, Leipzig, Brussel, Tokyo, Meißen, Dresden, Hochkirch, Potsdam, München, Dresden, Halle, Utrecht, Amsterdam, Berlijn, München.
- 2007 in München, Halle, Dresden, Leipzig, Paris, Braunschweig, Berlijn, Dusseldorf.
- 2008 in Utrecht, Amsterdam, Berlijn, Haarlem, Rotterdam, Enschede, Dresden, München, Würzburg, Tokyo, Cagliari, Zurich.
- 2009 in Tokyo, Berlijn, Wolfsburg, Oslo, Stockholm, Brussel, Parijs, Heerlen.
- 2010 in Brussel, Berlijn, Riga, Parijs, Leipzig.
- 2011 in Berlijn, Brussel, Palermo, Stuttgart, Kopenhagen, Stockholm, Keulen, Valencia, Guangzhou, Begjing, Amsterdam, Tokyo.
- 2012–14 Cyclus compleet symfonieën van Carl Philipp Emanuel Bach in Berlijn cpebach-berlin.de.
- 2013 in Berlijn, Helsinki, Valencia, Stockholm, Dresden, Napels, Ravello, Kopenhagen, Dortmund.
- 2014 in Berlijn, Barcelona, Tokyo, Brussel, Stockholm, Oslo, Essen, Frankfurt, Helsinki, Pordenone, Pisa (Festival), Kopenhagen.
- 2015 in Berlijn, Tokyo, Stockholm, Brussel, Barcelona, Valencia, Lyon, Kopenhagen, Stuttgart, Madrid, Toledo, Montreux (Festival), Pisa (Festival).
- 2016 in Keulen, Arnhem, Utrecht, Den Haag, Maastricht, Eindhoven, Leeuwarden, Amsterdam, Lyon, Turin, Toulouse, Helsinki, Madrid, Barcelona, Weimar, Tokyo, Kopenhagen, Genf, Lille.
- 2017 in Brussel, Frankfurt a.M., Kopenhagen, Paris (Festival), Bayreuth (Festival), Köln, Stuttgart, Brussel.
- 2018 in Eindhoven, Maastricht, Napels, Turin, Straßbourg, Toulouse, Kopenhagen, Dresden, Budapest, Würzburg (Festival), Brussel, Amsterdam, Den Haag, Rotterdam, Utrecht, Arnhem, Brussel.
- 2019 in Barcelona, Stuttgart, Eindhoven, Maastricht, Utrecht, Brüssel, Ljubljana
- 2020 in Genua, Brüssel, Tokyo, Genua, Würzburg, Amsterdam, Brüssel,